# Эчеверри, Октавио
Октавио Эчеверри Берналь (исп. Octavio Echeverry Bernal, род. 22 марта 1931, Абехорраль, Антьокия) — колумбийский велогонщик, выступавший на треке. Участник летних Олимпийских игр 1956 года, серебряный призёр Панамериканских игр 1955 года, двукратный чемпион Игр Центральной Америки и Карибского бассейна 1954 года.

## Биография
Октавио Эчеверри родился 22 марта 1931 года в колумбийском городе Абехорраль.
В 1954 году завоевал две золотых медали на Играх Центральной Америки и Карибского бассейна в Мехико, победив в гите на 1000 метров и индивидуальной гонке преследования на 4000 метров.
В 1955 году стал серебряным призёром Панамериканских игр в Мехико, заняв 2-е место в гите на 1000 метров и уступив Антонио ди Микели из Венесуэлы.
В 1956 году вошёл в состав сборной Колумбии на летних Олимпийских играх в Мельбурне. В гите на 1000 метров занял 15-е место, показав результат 1 минута 14,8 секунды и уступив 5 секунд завоевавшему золото Леандро Фаджину из Италии. В командной гонке преследования на 4000 метров сборная Колумбии, за которую также выступали Онорио Руа, Рамон Ойос и Эктор Монсальве, в 1/8 финала победила Пакистан, но показала результат 5.09,4 и не отобралась в четвертьфинал.